# Rodrigo Tarín
Rodrigo Tarín Higón (Chiva, 5 luglio 1996) è un ex calciatore spagnolo, di ruolo difensore.

## Caratteristiche tecniche
Difensore centrale dotato di un buon fisico, è abile nel gioco aereo e in fase di marcatura, dove risulta particolarmente bravo negli anticipi difensivi.

## Carriera
Cresciuto nel settore giovanile del Valencia, nel 2011 si trasferisce al Barcellona Il 18 settembre 2014, dopo aver vinto la Youth League, rinnova con i blaugrana fino al 2018; l’anno successivo viene definitivamente promosso in seconda squadra.
Il 27 giugno 2018, rimasto svincolato, firma un triennale con il Leganés.

## Statistiche

### Presenze e reti nei club
Statistiche aggiornate al 27 ottobre 2018.
| Stagione            | Squadra             | Campionato          | Campionato | Campionato | Coppe nazionali | Coppe nazionali | Coppe nazionali | Coppe continentali | Coppe continentali | Coppe continentali | Altre coppe | Altre coppe | Altre coppe | Totale | Totale |
| Stagione            | Squadra             | Comp                | Pres       | Reti       | Comp            | Pres            | Reti            | Comp               | Pres               | Reti               | Comp        | Pres        | Reti        | Pres   | Reti   |
| ------------------- | ------------------- | ------------------- | ---------- | ---------- | --------------- | --------------- | --------------- | ------------------ | ------------------ | ------------------ | ----------- | ----------- | ----------- | ------ | ------ |
| 2015-2016           | Barcellona B        | SDB                 | 31         | 0          | -               | -               | -               | -                  | -                  | -                  | -           | -           | -           | 31     | 1      |
| 2016-2017           | Barcellona B        | SDB                 | 9          | 1          | -               | -               | -               | -                  | -                  | -                  | -           | -           | -           | 9      | 1      |
| 2017-2018           | Barcellona B        | SD                  | 10         | 0          | -               | -               | -               | -                  | -                  | -                  | -           | -           | -           | 10     | 0      |
| Totale Barcellona B | Totale Barcellona B | Totale Barcellona B | 50         | 1          |                 | -               | -               |                    | -                  | -                  |             | -           | -           | 50     | 1      |
| 2018-2019           | Leganés             | PD                  | 5          | 0          | CR              | 0               | 0               | -                  | -                  | -                  | -           | -           | -           | 5      | 0      |
| Totale carriera     | Totale carriera     | Totale carriera     | 55         | 1          |                 | 0               | 0               |                    | -                  | -                  |             | -           | -           | 55     | 1      |

## Palmarès

### Club

#### Competizioni giovanili
- UEFA Youth League: 1

Barcellona: 2013-2014